# Robertson Ridge
Robertson Ridge är en bergstopp i Antarktis. Den ligger i Östantarktis. Nya Zeeland gör anspråk på området. Toppen på Robertson Ridge är 948 meter över havet, eller 234 meter över den omgivande terrängen. Bredden vid basen är 3,6 km.
Terrängen runt Robertson Ridge är bergig åt sydväst, men åt nordost är den kuperad. Trakten är obefolkad. Det finns inga samhällen i närheten.